# 1618
Évszázadok: 16. század – 17. század – 18. század
Évtizedek: 1560-as évek – 1570-es évek – 1580-as évek – 1590-es évek – 1600-as évek – 1610-es évek – 1620-as évek – 1630-as évek – 1640-es évek – 1650-es évek – 1660-as évek
Évek: 1613 – 1614 – 1615 – 1616 –  1617 – 1618 – 1619 – 1620 – 1621 – 1622 – 1623

## Események

### Határozott dátumú események
- február 22. – I. Musztafa helyett unokaöccsét, II. Oszmánt kiáltják ki az Oszmán Birodalom 16. szultánjának.
- május 18. – A pozsonyi országgyűlés királlyá választja a kijelölt trónörököst, Ferdinánd főherceget, aki első ízben bocsátott ki rendi feltételeket elfogadó hitlevelet.[1]
- május 23. – A cseh felkelők a prágai vár ablakából kihajítják a császári helytartókat (defenesztráció). (A 150 m-es zuhanás után a vízzel teli várárokba esnek – és életben maradnak –, de mivel a tett a császár ellen irányult, kezdetét veszi az úgynevezett „harmincéves háború”.)[1]
- július 1. – Pázmány Péter Pozsonyban királlyá koronázta II. Ferdinándot.[1]
- november 13. – Elkezdődik a dordrechti zsinat.[2]

### Határozatlan dátumú események
- az év folyamán –
  - Forgách Zsigmond tölti be a nádori tisztet.[1]
  - Bethlen Gábor fejedelem a nagyváradi székesegyház még álló maradványait elbontatja.[3]

## Születések
- január 4. – Jan Six, holland műgyűjtő és mecénás († 1700)
- április 2. – Francesco Maria Grimaldi, itáliai jezsuita szerzetes, matematikus, fizikus († 1663)
- április 13. – Roger de Rabutin, francia emlékiratíró († 1693)
- szeptember 9. – Joan Cererols katalán származású zeneszerző, kórusvezető, bencés szerzetes († 1680)
- november 3. – Aurangzeb, mogul uralkodó († 1707)

Bizonytalan dátum
- november – Simon Arnauld, Pomponne márkija, francia diplomata († 1699)
- Raffaello Fabretti, itáliai régiségkutató († 1700)

## Halálozások
- december 10. – Giulio Caccini, itáliai zeneszerző (* 1551)